# Speedfreaks
Speedfreaks är ett svenskt hårdrocksband från Göteborg. Bandet bildades 1999. Bandet debutalbum Born A Rocker, Die A Rocker gavs ut 2001. Senaste albumet Out for Kicks gavs ut 2006.

## Medlemmar
- Tomas Modig – sång
- Edin "Edo" Seleskovic – gitarr
- Peter Hansson – basgitarr
- Uffe 6-10 Speedfreak – trummor

## Diskografi
Studioalbum
- 2001 – Born A Rocker, Die A Rocker!
- 2006 – Out for Kicks

EP
- 2004 – Starring Your Favorites

Singlar
- 2001 – "Speedfreaks" / "Sick! Sick! Sick!"

Samlingsalbum (div. artister)
- 2000 – Röjarskivan 4 ("Leadhelmet")[3]
- 2001 – Punkstad 2001 ("Bad Boy Boogie")[4]
- 2001 – The International Punk Rock Box Set ("Day by Day")[5]
- 2001 – A Collection of Great Dance Tunes vol 1 ("Beginning of the End")[6]
- 2001 – And Let There Be Rock 'n' Roll ("Good to be Alive" / "Day by Day")[7]
- 2002 – A Fistful of Rock N' Roll Vol. 10 ("Walk Away")[8]
- 2003 – Cock'n'Roll ("Rock and Roll")[9]
- 2004 – Snake Oil Supercharm: A Tribute to Zodiac Mindwarp & The Love Reaction ("Tattooed Beat Messiah")[10]
- 2006 – Rock'n'Roll Blvd volume 1 ("Money?")[11]

Annat
- 2001 – Rockabilly Meets Rock 'n' Roll Holocaust (delad EP: Speedfreaks / 69-Hard)
- 2003 – Speedfreaks / Bombäst (delad EP)
- 2003 – "Giving Rock 'n' Roll a Bad Name" (delad singel: Electric Frankenstein / Speedfreaks)
- 2003 – Night Riding Anthems (delad album: Speedfreaks / We Were Wolves)
- 2003 – "Black and Blue" / "I'm Right! You're Wrong" (delad singel: Powder Monkeys / Speedfreaks)